# Piero Ferrari
Piero Ferrari, född 22 maj 1945 i Castelvetro di Modena, är en italiensk affärsman och företagsledare som är vice styrelseordförande för den italienska bilmärket Ferrari. Han är också aktieägare i Ferrari och yachttillverkaren Ferretti Group med 10% respektive 13,2%. Den amerikanska ekonomitidskriften Forbes rankar Ferrari till världens 763:e rikaste med en förmögenhet på $3,1 miljarder för den 26 september 2018.
Han avlade en examen i ingenjörsvetenskap vid Università degli Studi di Modena e Reggio Emilia.
Han är son till Ferraris grundare Enzo Ferrari och hans älskarinna Lina Lardi. Piero Ferrari kunde dock inte officiellt vara det förrän 1978 när Enzo Ferraris fru Laura avled. I Italien var skilsmässor förbjudna fram till 1975, det är därför de fick vänta med erkännandet.